# Antoni Minguell
Antoni Minguell fou músic natural de la vila de Tàrrega. L'any 1793 es va presentar a la candidatura del magisteri de la capella de l'església parroquial de Canet de Mar, va quedar en segon lloc. Posteriorment, l'any 1797, es va presentar a les oposicions del magisteri de la capella de Sant Esteve d'Olot, plaça que va guanyar Vicenç Alzina.